# Check on It
Check on It is een nummer van de Amerikaanse zangeres Beyoncé en rappers Slim Thug en Bun B uit 2006. Het is de eerste single van Beyoncé's tweede studioalbum B'Day.
Het nummer werd in diverse landen een top 10-hit, en haalde de nummer 1-positie in de Amerikaanse Billboard Hot 100. In de Nederlandse Top 40 haalde het de 5e positie, en in de Vlaamse Ultratop 50 de 9e.